# Silenci des del mal
Silenci des del mal (títol original en anglès Dead Silence) és una pel·lícula de terror sobrenatural estatunidenca del 2007 dirigida per James Wan i escrita per Leigh Whannell. La pel·lícula és protagonitzada per Ryan Kwanten com a Jamie Ashen, un jove vidu que torna a la seva ciutat natal per buscar respostes a la mort de la seva dona. També és protagonitzada per Amber Valletta, Donnie Wahlberg i Bob Gunton. Ha estat doblada al català.
Dead Silence es va estrenar als Estats Units el 16 de març de 2007 per Universal Pictures. La pel·lícula va ser dedicada a Gregg Hoffman, que va morir el 2005.

## Argument
Jamie Ashen i la seva dona Lisa reben un regal anònim d'un ninot ventríloc anomenat "Billy". Quan Jamie surt, una figura mata la Lisa. Jamie torna per trobar que li han tallat la llengua; és detingut per presumptament matar-la. Després que Jamie sigui alliberat pel detectiu de policia Jim Lipton per falta de proves, veu dins de la capsa de Billy un missatge misteriós sobre "Mary Shaw", una ventrílocua morta de la seva ciutat natal, Raven's Fair. Tornant a Raven's Fair, ara vella i degradada, Jamie visita el seu pare Edward, que va en cadira de rodes, i la seva dona molt més jove, Ella. Organitza el funeral de la Lisa amb l'ajuda del funerari local Henry Walker. La dona senil d'Henry, la Marion, l'insta a enterrar a Billy. Jamie ho fa, però s'enfronta a Lipton, que va seguir Jamie i troba les seves accions sospitoses.
Henry explica que Mary Shaw va ser humiliada públicament quan un nen anomenat Michael va afirmar de manera grollera que podia veure els seus llavis moure's durant una de les seves actuacions. Unes setmanes més tard, Michael va desaparèixer, i la seva família va culpar Mary i la va linxar. L'últim desig de Mary va ser que el seu cos es convertís en una nina i fos enterrat amb la seva col·lecció de nines, que ella anomenava els seus fills. Henry, llavors un nen, va veure aixecar-se en Shaw (després de convertir-la en maniquí), però es va salvar gràcies al seu silenci, perquè Mary només mata els que criden quan s'exposa a la seva veritable aparença. Jamie descobreix que Michael, que en realitat "va ser assassinat" per Mary Shaw, era el seu besoncle. La família Ashen va obligar a Mary a cridar i a silenciar-la tallant-li la llengua; des de llavors ha estat buscant venjança contra la seva línia de sang matant-los de la mateixa manera.
Mary Shaw mata Henry i Lipton descobreix que totes les seves nines han estat desenterrades. A l'antic teatre de Shaw, Jamie i Lipton descobreixen 100 ninots a la seva vitrina, juntament amb el cos de Michael, que s'havia convertit en una marioneta. El fantasma de Mary revela que va matar la Lisa perquè estava embarassada del seu fill, matant així qualsevol nounat potencial de la família Ashen. Jamie i Lipton provoquen un incendi per destruir les nines, però Lipton ensopega i crida, segellant el seu destí. De tornada a la residència del seu pare, en Jamie s'enfronta a Mary, però la repel·leix llançant en Billy a la llar de foc. S'assabenta, amb gran horror, que el seu pare ja és mort; l'actual "Edward" amb el qual ha estat interactuant durant tot aquest temps és un ninot convertit del seu cadàver; la seva veu va ser proporcionada per Ella, la "nina perfecta" que Mary Shaw va crear abans de la seva mort. Jamie crida mentre Ella és posseïda per Mary; pateix la mateixa sort que tots els altres.
Jamie, ara un titella, recita una cançó infantil sobre Shaw mentre es mostra un àlbum de fotos amb altres titelles humans: Lisa, Henry, Lipton, Edward, Ella i el mateix Jamie. Mary tanca el llibre, completant finalment la seva venjança i acabant amb la línia de sang Ashen.

## Repartiment
- Ryan Kwanten com a Jamie Ashen
- Amber Valletta com Ella Ashen
- Donnie Wahlberg com el detectiu Jim Lipton
- Bob Gunton com Edward Ashen
- Michael Fairman com a Henry Walker
  - Keir Gilchrist com el jove Henry Walker
- Joan Heney com a Marion Walker
- Laura Regan com a Lisa Ashen
- Judith Roberts com Mary Shaw
- Steven Taylor com a Michael Ashen
- Dmitry Chepovetsky com a Richard Walker
- Shelley Peterson com la mare de Lisa
- Enn Reitel com a Billy (veu)
- Fred Tatasciore com el ninot pallasso (veu)
- Susan Silo com a dama gran (veu)
- Julian Richings com a Boz (escenes no acreditades i suprimides)

## Producció
El rodatge va tenir lloc a Toronto, Ontario, Canadà. L’assentament per la història de la pel·lícula, el suburbi no fictici de "Raven's Fair", està situat a Badley Bridge i rep el nom de "Raven's Fair Town Sign".

## Estrena
Dead Silence es va estrenar als Estats Units el 16 de març de 2007.

### Taquilla
Als Estats Units, a partir del 16 d'abril de 2007, la recaptació nacional de la pel·lícula tenia un valor de 16,8 milions de dòlars (segons Box Office Mojo), i les projeccions de Dead Silence van cessar a la majoria de cinemes 16 dies després de la seva estrena; el pressupost de producció estimat de la pel·lícula era de 20 milions de dòlars. Des de l'1 d'abril de 2009, s'han generat 5.572.971 dòlars a nivell mundial. A tot el món, la pel·lícula ha recaptat 22.382.047 dòlars.

### Recepció crítica
A Rotten Tomatoes, la pel·lícula té una valoració del 21%, basada en 82 crítiques, amb una valoració mitjana de 3,90/10. El consens crític del lloc diu: "Més bon gust que les pel·lícules slasher recents, però Dead Silence es desfà amb personatges avorrits, diàlegs insípids i un gir final innecessari i evident." A Metacritic, la pel·lícula té una puntuació de 34 sobre 100, basada en 15 ressenyes, que indica "crítiques generalment desfavorables".

### Vídeo casolà
La pel·lícula es va estrenar en DVD i HD DVD el 26 de juny de 2007, amb una versió "sense classificar" també. Des de llavors, la pel·lícula ha recaptat 17.304.718 dòlars en vendes totals de DVD.
Dead Silence es va publicar a Blu-ray Disc al Regne Unit el 25 d'octubre de 2010. Al maig de 2015, es va anunciar que Universal Studios llançaria la pel·lícula en Blu-ray Disc als EUA. Es va estrenar l'11 d'agost de 2015.

## Banda sonora
Lakeshore Records va llançar la banda sonora de Dead Silence el 20 de març de 2007. El CD conté 31 temes, el primer tema és la cançó "We Sleep Forever" interpretada pel grup de rock estatunidenc Aiden (tot i que en realitat no apareix a la pel·lícula en si). La resta del CD està ocupada per la banda sonora de la pel·lícula de Charlie Clouser. Clouser va escriure prèviament la primera pel·lícula de Wan estrenada comercialment, Saw i les seves nombroses seqüeles.
Llista de cançons
1. "We Sleep Forever" – Aiden
2. "Main Titles" [2:56]
3. "Sheet" [1:08]
4. "Blood" [1:41]
5. "Apartment" [1:28]
6. "Raven's Fair" [0:59]
7. "Dad's House" [0:47]
8. "Ella" [1:29]
9. "My Son" [1:03]
10. "What Poem?" [1:31]
11. "Caskets" [1:57]
12. "Motel Hearse" [1:22]
13. "It Can't Be" [1:40]
14. "Funeral" [0:49]
15. "Billy" [2:42]
16. "Perplexed" [1:25]
17. "Steal Billy" [0:50]
18. "Lips Moving" [1:57]
19. "Coffin" [2:16]
20. "Photos" [1:36]
21. "Map Drive" [0:49]
22. "Guignol" [1:57]
23. "He Talked" [3:06]
24. "It's Soup" [2:09]
25. "Full Tank" [1:49]
26. "Doll Wall" [1:37]
27. "All the Dolls" [1:07]
28. "One Left" [0:27]
29. "Mary Shaw" [0:31]
30. "Dummy" [1:05]
31. "Family Album" [0:37]

## Comentari posterior al llançament
En el seu blog personal, el guionista Whannell revela els orígens de la pel·lícula en el context de la Indústria cinematogràfica d'Hollywood. En una publicació sincera titulada "Dud Silence: The Hellish Experience of Making a Bad Horror Film", Whannell explica que la pel·lícula va ser dissenyada seguint els consells del seu agent en aquell moment i que un "guió mestre" finalment va ser emprat per l'estudi de producció. Whannell conclou la publicació amb una descripció de les lliçons clau que es van aprendre després de l'experiència Dead Silence:
| « | Després d'haver-ho dit i fet tot, estic gairebé content que hagi passat Dead Silence, perquè em va donar una lliçó extrema sobre què no cal fer. Va ser com aprendre a nedar saltant de les cascades del Niàgara. Ara només escric guions segons especificacions, el que significa que els escric al meu temps sense cobrar i després els porto al món per veure si algú està interessat. Mai més entraré en el matrimoni concertat de vendre una parcel·la. També m'he tornat molt tímid a l'hora de treballar amb estudis. En el món del cinema independent, el que escrius acaba a la pantalla. A més, no tenen diners per portar metges de guió! Em funciona bé. Qui sap, potser algun dia tornaré a treballar amb un estudi... | » |

En retrospectiva, el director James Wan va dir: "Dead Silence, la meva segona pel·lícula i primera pel·lícula d'estudi, vaig ser realment jo responent a la reacció que estava tenint Saw, és a dir, que la gent parlava de l'aspecte de la tortura de Saw. Així que vaig prendre una decisió molt conscient d'allunyar-me d'aquest estil de pel·lícula i cap a una cosa que era més aviat una casa embruixada, una història de fantasmes, que és un gènere que m'encanta. Però, per descomptat, Saw va fer una impressió tan forta que va portar a Dead Silence. Molta gent esperava alguna cosa semblant a Saw, però no va ser així. En última instància, no va anar tan bé, econòmicament, i en aquell moment, a la gent no li va agradar gaire. Però ara, estranyament, molts fans s'acosten per dir-me quant els agrada Dead Silence.